# Cisne blanco (ecolabel escandinavo)

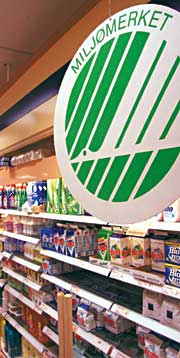
Ecolabel escandinavo Cisne Blanco en un supermercado.

Cisne blanco (Miljömärkningen Svanen), también conocido como The Nordic Swan o simplemente como The Swan, es una ecoetiqueta de origen escandinavo.

## Antecedentes
Esta ecoetiqueta inicialmente fue creada con una duración prevista de 3 años, a efectos de promover una concepción durable de los productos a los cuales se aplicaba esta categorización.
El ecoprograma que incluyó la creación de esta ecoetiqueta, fue creado en 1989 por Noruega y Suecia, en el marco del Consejo Nórdico de Ministros. Finlandia adhirió a esta iniciativa en 1990, y por su parte, Islandia lo hizo en 1991. Dinamarca concretó su adhesión en abril de 1997. 
Hoy día, más de 10,000 productos han sido certificados con esta ecoetiqueta.
The Swan (El Cisne) forma parte del Global Ecolabelling Network.

## Organización y financiamiento
El sistema de la ecoetiqueta escandinava 'Cisne blanco', a nivel institucional, es una organización no gubernamental sin fines de lucro. Su financiamiento se logra en parte a través de subvenciones de gobierno, y en parte por los aportes de empresas que tiene productos o servicios con el distintivo 'The Swan'.

## Criterios
La autorización para el uso de esta ecoetiqueta en un determinado producto o servicio, así como la no renovación de dicha autorización, se establece en consulta externa con expertos, y con organizaciones y autoridades ambientales. Naturalmente, son tomadas en cuenta las demandas o denuncias sobre el consumo no adecuado de energía durante la etapa de producción y/o de distribución, así como sobre el uso inconveniente de productos químicos, y sobre emisiones y residuos en algún sentido peligrosos o inconvenientes. Por cierto, los criterios para autorizar o denegar el uso de la ecoetiqueta en los productos o servicios que están en proceso de estudio, deben repensarse y mejorarse continuamente, pues este es un objetivo importante y fundamental adoptado por 'The Nordic Swan'.

## Símbolo (logotipo, distintivo)
El símbolo adoptado es estilizado y circular, con un cisne blanco con cuatro plumas en las alas contra un fondo verde. Fue creado por el artista finlandés Kyösti Varis, y simboliza la cooperación nórdica. Las cuatro plumas de las alas del cisne, representan a Suecia, Noruega, Finlandia, e Islandia. La adhesión de Dinamarca fue más tardía, en el año 1997, cuando el símbolo distintivo ya había sido establecido.